# Liên minh Dân chủ Kitô giáo Đức
Liên minh Dân chủ Kitô giáo Đức (CDU; Christlich Demokratische Union Deutschlands) là một đảng phái chính trị Dân chủ Kitô giáo ở Đức. Cùng với đảng Liên minh Xã hội Kitô giáo Bayern, CDU thành lập nên nhóm CDU/CSU trong quốc hội Đức.
Chủ tịch Đảng, bà Angela Merkel, cựu Thủ tướng Đức. Trong Quốc hội châu Âu, CDU là thành viên của Đảng Nhân dân châu Âu (EPP) và cũng là thành viên của Liên minh Dân chủ Quốc tế (IDU). CDU là đảng phái chính trị lớn thứ hai tại Đức (384 404), lớn nhất là Đảng Dân chủ Xã hội Đức (393 727 đảng viên).

## Liên minh Dân chủ Kitô giáo Đức, từ 1950 tới nay
- Konrad Adenauer 1950-1966
- Ludwig Erhard 1966-1967
- Kurt Georg Kiesinger 1967-1971
- Rainer Barzel 1971-1973
- Helmut Kohl 1973-1998
- Wolfgang Schäuble 1998-2000
- Angela Merkel 2000-2018
- Annegret Kramp-Karrenbauer 2018-2021
- Armin Laschet 2021-2022
- Friedrich Merz 2022-

## Chủ tịch nhóm CDU/CSU trong quốc hội Đức
- Heinrich von Brentano di Tremezzo (1949-1955)
- Heinrich Krone (1955-1961)
- Heinrich von Brentano di Tremezzo (1961-1964)
- Rainer Barzel (1964-1973)
- Karl Carstens (1973-1976)
- Helmut Kohl (1976-1982)
- Alfred Dregger (1982-1991)
- Wolfgang Schäuble (1991-2000)
- Friedrich Merz (2000-2002)
- Angela Merkel (2002-2005)
- Volker Kauder (2005-2018)
- Ralph Brinkhaus (2018-2022)
- Friedrich Merz (2022-)

## Đảng viên CDU từng giữ chức thủ tướng Đức
- Konrad Adenauer (1949-1963)
- Ludwig Erhard (1963-1966)
- Kurt Georg Kiesinger (1966-1969)
- Helmut Kohl (1982-1998)
- Angela Merkel (2005-2021)

## Tổng thống Liên bang
Đảng viên CDU mà trở thành tổng thống Liên bang Đức. Trong thời gian làm tổng thống tạm ngưng làm đảng viên.

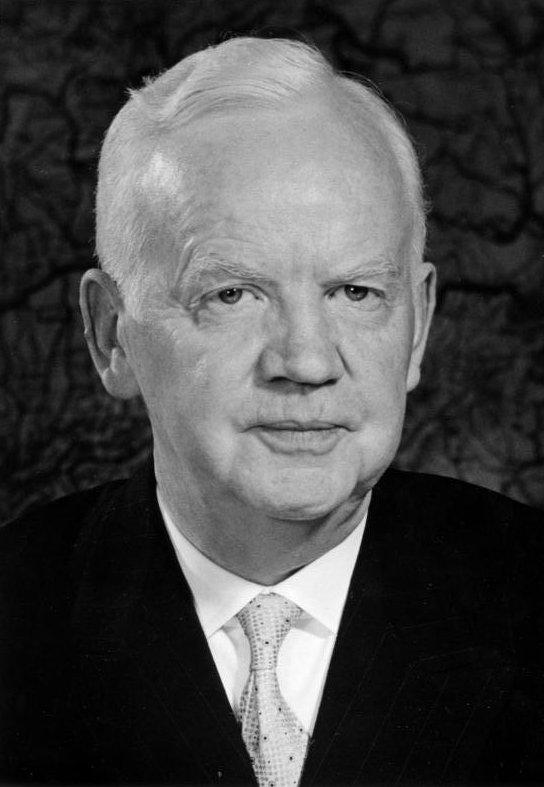
Heinrich Lübke 13 tháng 9 năm 1959 tới 30 tháng 6 năm 1969
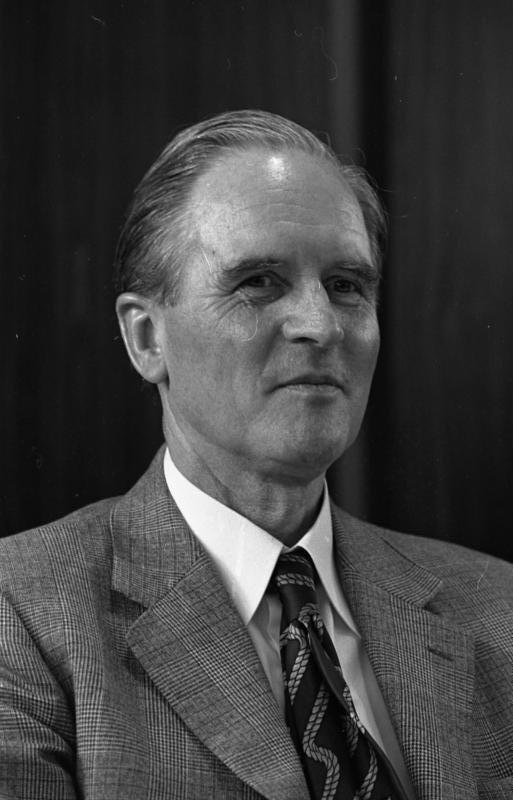
Karl Carstens 1 tháng 7 năm 1979 tới 30 tháng 6 năm 1984
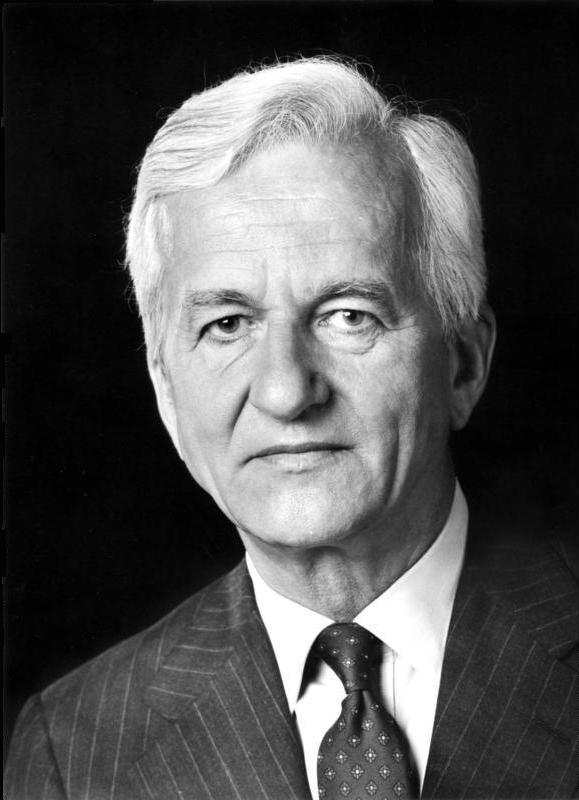
Richard von Weizsäcker 1 tháng 7 năm 1984 tới 30 tháng 6 năm 1994
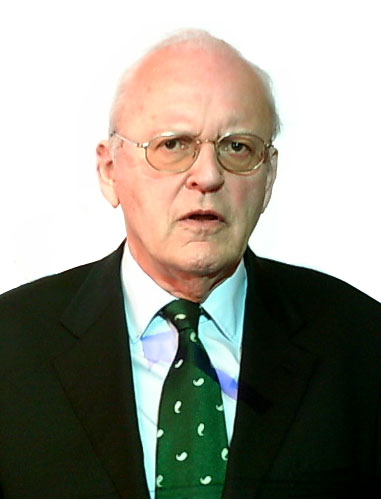
Roman Herzog 1 tháng 7 năm 1994 tới 30 tháng 6 năm 1999
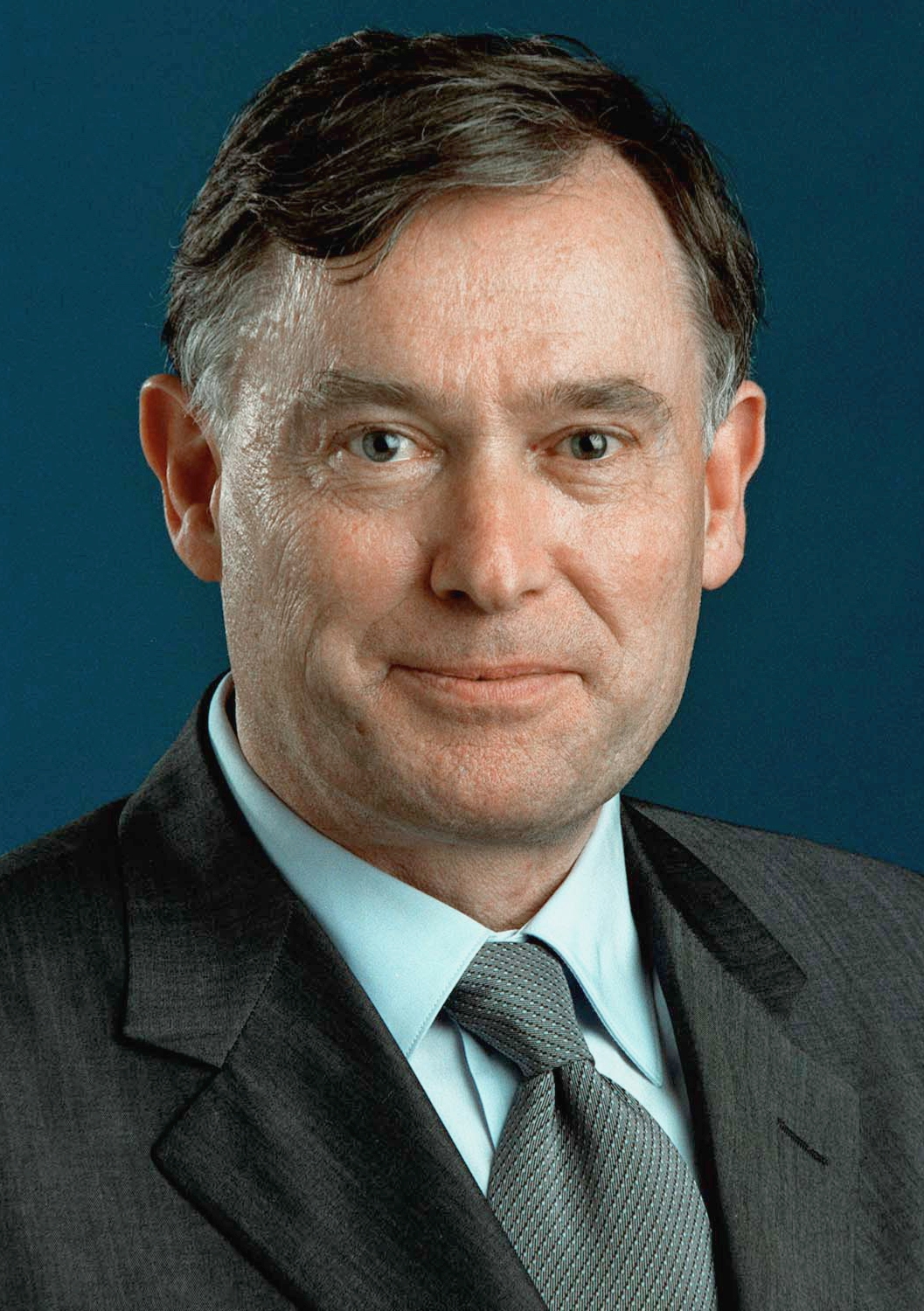
Horst Köhler 1 tháng 7 năm 2004 tới 31 tháng 5 năm 2010
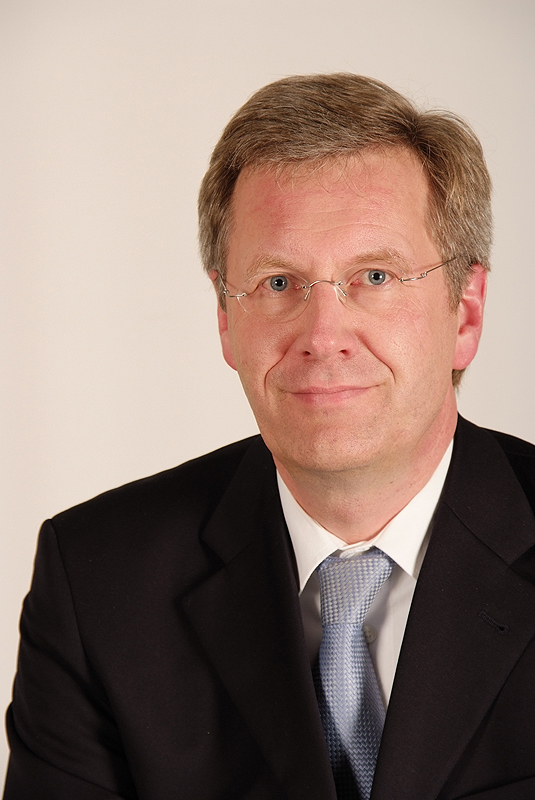
Christian Wulff 30 tháng 6 năm 2010 tới 17 tháng 2 năm 2012